# Mount Susini
Mount Susini är ett berg i Antarktis. Det ligger i Sydorkneyöarna. Argentina och Storbritannien gör anspråk på området. Toppen på Mount Susini är 458 meter över havet, eller 364 meter över den omgivande terrängen. Bredden vid basen är 3,1 km. Mount Susini ligger på ön Laurie Island.
Terrängen runt Mount Susini är huvudsakligen kuperad, men västerut är den platt. Havet är nära Susini västerut. Trakten är obefolkad. Det finns inga samhällen i närheten. 